# Список музеев Японии

## По регионам и префектурам

### Тюбу (регион)

#### Айти
- Aichi Arts Center[англ.]
- Aichi Prefectural Ceramic Museum[англ.]
- Музей денег банка Токио-Мицубиси Ю-Эф-Джей
- Electricity Museum, Nagoya[англ.]
- Замок Инуяма
- International Design Centre Nagoya[англ.]
- Iwasaki Castle[англ.]
- Japan Spinning Top Museum[англ.]
- Kiyosu Castle
- Koromo Castle[англ.]
- Little World Museum of Man[англ.]
- Masamura Pachinko Museum[англ.]
- Мэйдзи-мура
- Замок Нагоя
- Nagoya City Art Museum[англ.]
- Nagoya City Museum[англ.]
- Nagoya City Science Museum[англ.]
- Nagoya City Tram & Subway Museum[англ.]
- Nagoya Noh Theater[англ.]
- Nagoya/Boston Museum of Fine Arts[англ.]
- Nishio Castle[англ.]
- Noritake Garden[англ.]
- Okazaki Castle[англ.]
- SCMaglev and Railway Park[англ.]
- Tahara Castle[англ.]
- Tokugawa Art Museum[англ.]
- Toyohashi City Museum Art and History[англ.]
- Toyota Automobile Museum[англ.]
- Toyota Commemorative Museum of Industry and Technology[англ.]
- Городской художественный музей (Тоёта)
- Yoshida Castle[англ.]

#### Фукуи (префектура)
- Fukui Fine Arts Museum[англ.]
- Fukui Prefectural Dinosaur Museum[англ.]
- Fukui Prefectural Museum of Cultural History[англ.]
- Замок Маруока

#### Гифу (префектура)
- Cormorant Fishing House[англ.]
- Eizō & Tōichi Katō Memorial Art Museum[англ.]
- Enkū Museum[англ.]
- Замок Гифу
- Gifu City Museum of History[англ.]
- Gifu City Science Museum[англ.]
- Hida Minzoku Mura Folk Village[англ.]
- Hikaru Memorial Hall[англ.]
- Museum of Fine Arts, Gifu[англ.]
- Nawa Insect Museum[англ.]
- Ōgaki Castle[англ.]
- Ōta-juku Nakasendō Museum[англ.]
- Солнечный ковчег
- Sunomata Castle[англ.]

#### Исикава (префектура)
- 21st Century Museum of Contemporary Art, Kanazawa
- Ishikawa Prefectural History Museum[англ.]
- Ishikawa Prefectural Museum of Art[англ.]
- Kanazawa Yasue Gold Leaf Museum
- Nippon Origami Museum

#### Нагано (префектура)
- Japan Ukiyo-e Museum[англ.]
- Jōkyō Gimin Memorial Museum[англ.]
- Школа Кайти
- Замок Мацумото

#### Сидзуока (префектура)
- Arai Barrier[англ.]
- Hamamatsu Castle[англ.]
- Kakegawa Castle[англ.]
- MOA Museum of Art[англ.]
- Sakuma Rail Park[англ.]
- Shijimizuka site[англ.]
- Toi Gold Museum[англ.]
- Uehara Museum of Modern Art[англ.]
- Yokosuka Castle[англ.]

#### Тояма (префектура)
- Museum of Modern Art, Toyama[англ.]
- Toyama Castle

#### Яманаси (префектура)
- Kiyosato Museum of Photographic Arts[англ.]
- Maizuru Castle Park[англ.]
- Yamanashi Science Museum[англ.]

### Тюгоку (регион)

#### Хиросима (префектура)
- Fukuromachi Elementary School Peace Museum[англ.]
- Замок Хиросима
- Hiroshima Children's Museum[англ.]
- Hiroshima City Ebayama Museum of Meteorology[англ.]
- Хиросимский музей современного искусства
- Hiroshima City Museum of History and Traditional Crafts[англ.]
- Hiroshima City Transportation Museum[англ.]
- Хиросимский музей искусств
- Мемориальный музей мира в Хиросиме
- Hiroshima Prefectural Art Museum[англ.]
- Hiroshima Prefectural Museum of History[англ.]
- Honkawa Elementary School Peace Museum[англ.]
- Japan Coast Guard Museum[англ.]
- Kōsan-ji[англ.]
- Yamato Museum[англ.]

#### Окаяма (префектура)
- Bizen Museums[англ.]
- Hayashibara Museum of Art[англ.]
- Kawasaki Medical School[англ.]
- Ohara Museum of Art[англ.]
- Замок Окаяма
- Okayama Orient Museum[англ.]
- Okayama Prefectural Museum[англ.]
- Okayama Prefectural Museum of Art[англ.]
- Yumeji Art Museum[англ.]

#### Симане (префектура)
- Adachi Museum of Art[англ.]
- Izumo Science Center[англ.]
- Lafcadio Hearn Memorial Museum[англ.]
- Замок Мацуэ
- Shimane Art Museum[англ.]
- Shimane Museum of Ancient Izumo[англ.]
- Tanabe Art Museum[англ.]

#### Тоттори (префектура)
- Sand Museum[англ.]
- Tottori City Historical Museum[англ.]
- Tottori Folk Crafts Museum[англ.]
- Tottori Nijisseiki Pear Museum[англ.]
- Tottori Prefectural Museum
- Yonago City Museum of Art[англ.]

#### Ямагути (префектура)
- Shimonoseki City Archaeological Museum[англ.]
- Yamaguchi Prefectural Museum[англ.]
- Yamaguchi Prefectural Museum of Art[англ.]

### Хоккайдо
- Asahikawa Museum of Sculpture[англ.]
- Hokkaido University Botanical Gardens[англ.]
- Miyanomori Art Museum[англ.]
- Музей пива в Саппоро

### Кансай (регион)

#### Хиого (префектура)
- Hakutsuru Fine Art Museum[англ.]
- Hyōgo Prefectural Museum of Art[англ.]
- Kobe Anpanman Children's Museum & Mall[англ.]
- Kobe City Museum
- Kobe City Museum of Literature[англ.]
- Kobe Maritime Museum[англ.]

#### Киото (префектура)
- Fukuchiyama Castle[англ.]
- Kyoto Art Center
- Kyoto City History Museum[англ.]
- Киотский международный музей манги
- Kyoto Municipal Museum of Art[англ.]
- Kyoto Museum for World Peace[англ.]
- Национальный музей Киото
- Национальный музей современного искусства (Киото)
- Ōkōchi Sansō[англ.]
- Ryozen Museum of History[англ.]
- Sen-oku Hakuko Kan[англ.]
- The Tale of Genji Museum[англ.]
- Umekoji Steam Locomotive Museum[англ.]

#### Миэ (префектура)
- Iga Ueno Castle[англ.]
- Музей ниндзя в Ига-Уэно
- Natsumi Temple complex[англ.]
- Saikū[англ.]

#### Нара (префектура)
- Asuka Historical Museum[англ.]
- Heijō Palace[англ.]
- Museum of Japanese Art[англ.]
- Национальный музей Нары
- Сёсоин
- Tomimoto Kenkichi Memorial Museum[англ.]

#### Осака (префектура)
- Fujita Art Museum[англ.]
- Kishiwada Castle[англ.]
- Liberty Osaka[англ.]
- Modern Transportation Museum[англ.]
- Momofuku Ando Instant Ramen Museum[англ.]
- National Museum of Art, Osaka
- National Museum of Ethnology (Japan)[англ.]
- Замок в Осаке
- Osaka Contemporary Art Center[англ.]
- Osaka International Peace Center[англ.]
- Osaka Maritime Museum
- Osaka Prefectural Chikatsu Asuka Museum[англ.]
- Osaka Science Museum
- Sakai City Museum[англ.]

#### Сига (префектура)
- Замок Хиконэ
- Kawara Museum[англ.]
- Miho Museum[англ.]
- Minakuchi Castle[англ.]
- Nagahama Castle[англ.]
- Sagawa Art Museum[англ.]

#### Вакаяма (префектура)
- Wakayama Castle
- Wakayama Prefectural Museum[англ.]

### Канто (регион)

#### Тиба (префектура)
- Chiba Museum of Science and Industry[англ.]
- Hoki Museum[англ.]
- Kawamura Memorial DIC Museum of Art[англ.]
- Kururi Castle[англ.]
- National Museum of Japanese History
- Ōtaki Castle (Chiba)[англ.]
- Sekiyado Castle[англ.]
- Tateyama Castle[англ.]

#### Гумма (префектура)
- Asama Volcano Museum[англ.]
- Gunma Insect World[англ.]
- The Museum of Modern Art, Gunma[англ.]
- Okawa Museum of Art[англ.]
- Usui Pass Railway Heritage Park[англ.]

#### Ибараки (префектура)
- Ibaraki Prefectural Museum of History[англ.]
- Science Museum of Map and Survey[англ.]
- Tenshin Memorial Museum of Art, Ibaraki[англ.]

#### Канагава (префектура)
- Hakone Open-Air Museum[англ.]
- Hara Model Railway Museum[англ.]
- Japan Coast Guard Museum Yokohama[англ.]
- Броненосец Микаса
- Kamakura Museum of Literature[англ.]
- Kamakura Museum of National Treasures
- Kanazawa Bunko[англ.]
- Museum of Tin Toys[англ.]
- Nihon Minka-en[англ.]
- Nissan Engine Museum[англ.]
- Number Nine Research Laboratory[англ.]
- NYK Maritime Museum[англ.]
- Замок Одавара
- Pola Museum of Art[англ.]
- Shin-Yokohama Raumen Museum[англ.]
- Taro Okamoto Museum of Art[англ.]
- Toshiba Science Institute[англ.]
- Yokohama Archives of History
- Yokohama Customs Museum[англ.]
- Yokohama History Museum[англ.]
- Yokohama Museum of Art
- Yokohama Port Museum[англ.]
- Yokohama Science Center[англ.]
- Yokohama Silk Museum[англ.]

#### Сайтама (префектура)
- Hachigata Castle[англ.]
- John Lennon Museum[англ.]
- Railway Museum (Saitama)[англ.]
- Saitama Prefectural Museum of the Sakitama Ancient Burial Mounds[англ.]
- Tokorozawa Aviation Museum[англ.]

#### Тотиги (префектура)
- Bandai Museum[англ.]
- Honda Collection Hall[англ.]

### Кюсю (регион)

#### Фукуока (префектура)
- Fukuoka Art Museum[англ.]
- Fukuoka Oriental Ceramics Museum[англ.]
- Fukuoka Prefectural Museum of Art[англ.]
- Gorōyama kofun[англ.]
- Художественный музей Идэмицу
- Kitakyushu Municipal Museum of Art[англ.]
- Замок Кокура
- Kyushu Historical Museum[англ.]
- Kyushu National Museum

#### Кагосима (префектура)
- Bansei Tokkō Peace Museum[англ.]
- Тиранский музей камикадзе
- Matsushita Museum of Art[англ.]
- Museum of the Meiji Restoration[англ.]
- Reimeikan, Kagoshima Prefectural Center for Historical Material[англ.]
- Uenohara site[англ.]

#### Кумамото (префектура)
- Aso Volcano Museum[англ.]
- Kumamoto Prefectural Ancient Burial Mound Museum[англ.]
- Kumamoto Prefectural Museum of Art[англ.]

#### Миядзаки (префектура)
- Miyazaki Prefectural Art Museum[англ.]
- Miyazaki Prefectural Museum of Nature and History[англ.]

#### Нагасаки (префектура)
- Мавзолей Конфуция (Нагасаки)
- Сад Гловера
- Замок Хирадо
- Музей атомной бомбы
- Музей истории и культуры Нагасаки
- Saikai Pearl Sea Resort[англ.]
- Замок Симабара
- Мемориальный музей Зибольда
- Литературный музей имени Сюсаку Эндо
- Памятник и Музей 26 мучеников в Нагасаки

#### Оита (префектура)
- Ōita Prefectural Museum of History[англ.]

#### Окинава (префектура)
- Okinawa Prefectural Museum
- Okinawa Prefectural Peace Memorial Museum[англ.]

#### Сага (префектура)
- Karatsu Castle[англ.]
- Kyushu Ceramic Museum[англ.]
- Matsurokan[англ.]
- Saga Castle[англ.]
- Saga Prefectural Museum[англ.]
- Saga Prefectural Nagoya Castle Museum[англ.]
- Стоянка Ёсиногари

### Сикоку (регион)

#### Эхиме (префектура)
- Kaimei School[англ.]
- Museum of Ehime History and Culture[англ.]
- Ōzu Castle[англ.]
- Saka no Ue no Kumo Museum[англ.]
- Shiki Memorial Museum[англ.]

#### Кагава (префектура)
- Chichu Art Museum[англ.]
- Marugame Castle[англ.]
- Sanuki Kokubun-ji[англ.]
- Shikoku Mura

#### Коти (префектура)
- Ino Paper Museum[англ.]
- Замок Коти
- Sakamoto Ryōma Memorial Museum[англ.]
- The Museum of Art, Kōchi[англ.]
- Tosa Yamauchi Family Treasury and Archives[англ.]

#### Токусима (префектура)
- Awa Odori Kaikan[англ.]
- Ōtsuka Museum of Art[англ.]
- Tokushima Prefectural Museum[англ.]

### Тохоку (регион)

#### Аомори (префектура)
- Aomori Museum of Art[англ.]

#### Фукусима (префектура)
- Замок Аидзувакамацу
- Fukushima Prefectural Museum of Art[англ.]
- Morohashi Museum of Modern Art[англ.]
- Picture Book Museum, Iwaki City[англ.]

#### Иватэ (префектура)
- Iwate Museum of Art[англ.]

#### Мияги (префектура)
- Ishinomori Manga Museum[англ.]
- Kanrantei[англ.]
- Saitō Garden (Ishinomaki)[англ.]
- Satohama shell mound[англ.]
- Sendai City Museum
- Shiogama Jinja[англ.]
- Tōhoku History Museum[англ.]
- Toyoma Education Museum[англ.]
- Zuihōden

#### Ямагата (префектура)
- Domon Ken Photography Museum[англ.]
- Kaminoyama Castle[англ.]
- Mogami Yoshiaki Historical Museum[англ.]
- Yamadera Basho Memorial Museum[англ.]
- Yamagata Prefectural Museum[англ.]